# Semanopterus solidus
Semanopterus solidus är en skalbaggsart som beskrevs av Hermann Burmeister 1847. Semanopterus solidus ingår i släktet Semanopterus och familjen Dynastidae. Inga underarter finns listade i Catalogue of Life.